# Moshé de Portella
Moshé de Portella (Tarazona, 1230 - ibídem, 1293) fue un destacado judío de la aljama de Tarazona en el siglo XIII. Ejerció como baile y merino de varias ciudades durante el reinado de Jaime I y como Baile General del Reino de Aragón con Pedro III y Alfonso III, hasta su destitución en 1286, a petición de las Cortes de Aragón por ser judío.

## Vida personal
Moshé de Portella nació en el seno de una familia judía de Tarazona. Fue el más destacado de sus cuatro hermanos, Salomón, Abraham, Ismael y Yucef, y el judío turiasonense más relevante de la historia de la  aljama de la ciudad. 
Fue, junto con su hermano Ismael de Portella, un judío de la Corte, un consejero privado del rey. Durante el reinado de Jaime I, el Conquistador, ostentó el cargo de baiulus o baile de Tarazona en 1273, a comienzos de 1276 también de Sagunto, Onda, Peñíscola, Morella, Segorbe, Villarreal y Vall d´Uxò, y más tarde de Malón, Santa Cruz, Borja, Luceni y Ejea de los Caballeros. El cargo de baile suponía la administración del patrimonio y las finanzas reales, y la recaudación de rentas.
En los últimos años del reinado de Jaime I fue nombrado merino de Tarazona, Ejea de los Caballeros y Jaca, así como la baile de Sariñena. Como merino fue el encargado de resolver conflictos en los territorios asignados y de administrar y reparar las fortificaciones fronterizas.

### Baile General de Aragón
Bajo el reinado de Pedro III fue nombrado Baile General del Reino de Aragón, pero a su muerte en 1285, cayó en desgracia, y un año más tarde las Cortes de Aragón solicitaron a Alfonso III su cese por ser judío. Finalmente falleció en Tarazona en 1293.
Su hermano Ismael de Portella también tuvo un papel destacado en el reino. Hasta 1289 fue, por disposición real, executor o administrador de la casa del Infante Don Pedro, hijo de Alfonso III. Fue rab o Rabino Mayor de todas las juderías de Aragón.